# 기아 타이탄

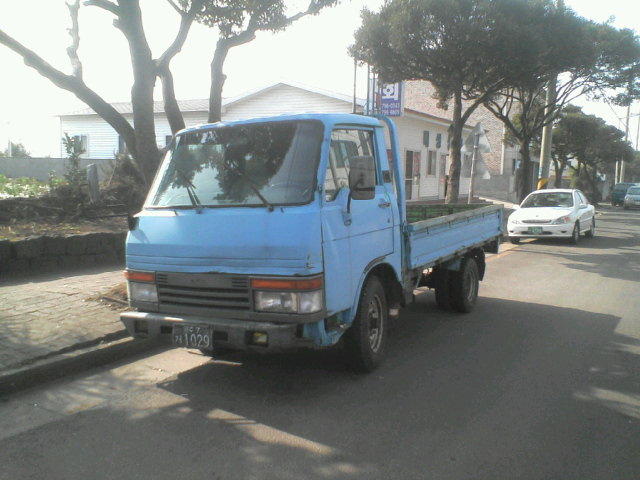
기아 점보 타이탄 1.4톤 정측면

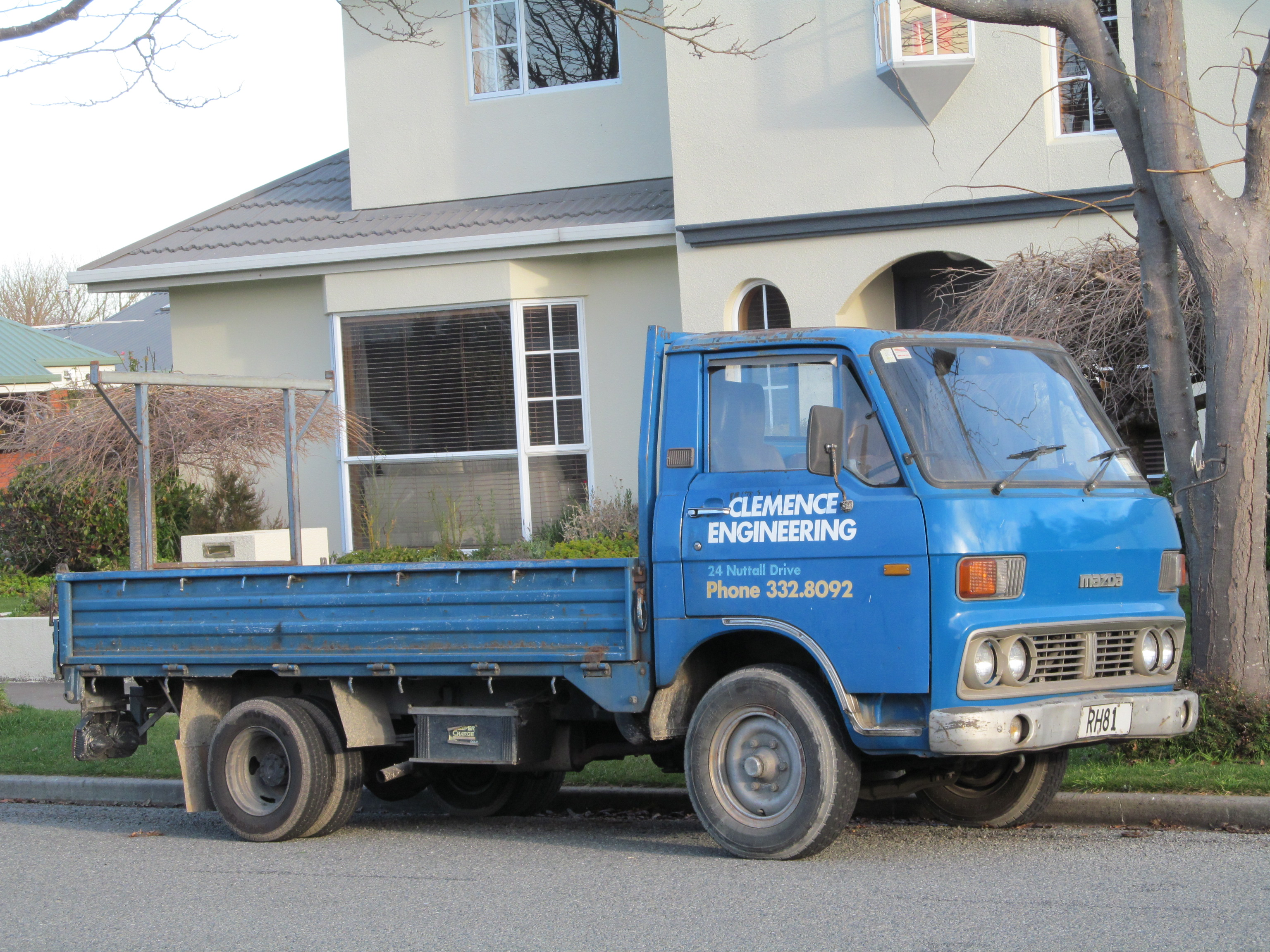
마쓰다 타이탄 (슈퍼 타이탄의 원형) 정면

기아 타이탄(Kia Titan)은 기아자동차가 1971년 11월부터 소하리 공장에서 최초로 만들었던 4륜 트럭이다.
- 출시 당시 차명은 E2000이었으며, 마쓰다의 마쓰다 타이탄 제 1세대 모델을 라이선스 생산했다.
- 타이탄의 특징은 컬럼식 5단 수동변속기, 케이블식 주차 브레이크가 장착되었다는 점이다. 그리고 틸팅 캡이 장착되지 않아서 대부분의 1톤 트럭들처럼 엔진을 정비할 때는 시트 쿠션을 들어올려야 한다.
- 점보 타이탄의 경우 엔진은 77마력 XA 2.5ℓ 디젤(1.4톤), 81마력 SS 2.7ℓ 디젤(1.4톤), 86마력 HA 3.0ℓ 디젤(2톤), 105마력 SL 3.5ℓ 디젤(2톤,2.5톤), 102마력 SH 3.6ℓ 디젤(2톤, 2.5톤) 등이었다.
- 타이탄 시리즈는 1988년 후속 모델이자 장폭 모델인 트레이드[1]가 나온 이후에도 1997년 11월까지 생산된 스테디 셀러였다.
- 1994년부터 1997년에 단종될 때까지 아시아자동차에서 위탁 생산했다.
- 슈퍼 타이탄과 점보 타이탄은 현재 금호상사에서 보존하고 있다.
- 후속 차종은 프런티어 2.5톤이다.

## 연혁별 차량 라인업
- 기아 타이탄 E2000 2.0톤 카고트럭 기아산업 (1971년, 1,985cc VA 가솔린 엔진)
- 기아 타이탄 E2700 2.5톤 카고트럭 기아산업 (1973년, 2,701cc XB 디젤 엔진)
- 기아 타이탄 E2700 3.5톤 카고트럭 기아산업 (1973년, 2,701cc XB 디젤 엔진)
- 기아 타이탄 E2000 2.0톤 카고트럭 기아산업 (1976년, 1,985cc VA 가솔린 엔진)
- 기아 타이탄 E2700 2.5톤 카고트럭 기아산업 (1976년, 2,701cc XB 디젤 엔진)
- 기아 타이탄 E2700 3.5톤 카고트럭 기아산업 (1976년, 2,701cc XB 디젤 엔진)
- 기아 타이탄 분뇨차 기아산업 (1976년) 출시
- 기아 타이탄 E2000 2.0톤 카고트럭 기아산업 (1977년, 1,985cc VA 가솔린 엔진)
- 기아 타이탄 E2700 2.5톤 카고트럭 기아산업 (1977년, 2,701cc XB 디젤 엔진)
- 기아 타이탄 E2700 3.5톤 카고트럭 기아산업 (1977년, 2,701cc XB 디젤 엔진)
- 기아 타이탄 분뇨차 기아산업 (1977년)
- 1977년 12월 기아 타이탄 모델 생산 된 모델이다.
- 기아 타이탄 2.5톤 카고트럭 (1977년) 도시 화물 도시 자가용 수송
- 기아 타이탄 분뇨차 기아산업 (1977년)
- 기아 타이탄 진개덤프 기아산업 (1977년) 출시
- 기아 타이탄 청소차 기아산업 (1977년) 출시
- 기아 타이탄 1.4톤 고상 카고 트럭 기아산업 (1977년)  도시 화물 도시 자가용 수송 출시
- 기아 타이탄 1.4톤 저상 저상식 카고 트럭 기아산업 (1977년)  도시 화물 도시 자가용 수송 출시
- 기아 타이탄 2.5톤 카고트럭  도시 화물 도시 자가용 수송 (1978년)
- 기아 타이탄 분뇨차 기아산업 (1978년)
- 기아 타이탄 진개덤프 기아산업 (1978년)
- 기아 타이탄 청소차 기아산업 (1978년)
- 기아 타이탄 1.4톤 고상 카고 트럭 기아산업  도시 화물 도시 자가용 수송 (1978년)
- 기아 타이탄 1.4톤 저상 저상식 카고 트럭 기아산업  도시 화물 도시 자가용 수송 (1978년)
- 기아 타이탄 2.5톤 카고트럭  도시 화물 도시 자가용 수송 (1979년)
- 기아 타이탄 분뇨차 기아산업 (1979년)
- 기아 타이탄 진개덤프 기아산업 (1979년)
- 기아 타이탄 청소차 기아산업 (1979년)
- 기아 타이탄 1.4톤 고상 카고 트럭 기아산업  도시 화물 도시 자가용 수송 (1979년)
- 기아 타이탄 1.4톤 저상 저상식 카고 트럭 기아산업  도시 화물 도시 자가용 수송 (1979년)
- 기아 타이탄 2.5톤 카고트럭  도시 화물 도시 자가용 수송 (1979년)
- 기아 타이탄 분뇨차 기아산업 (1979년)
- 기아 타이탄 진개덤프 기아산업 (1979년)
- 기아 타이탄 청소차 기아산업 (1979년)
- 기아 타이탄 1.4톤 고상 카고 트럭 기아산업  도시 화물 도시 자가용 수송 (1979년)
- 기아 타이탄 1.4톤 저상 저상식 카고 트럭 기아산업  도시 화물 도시 자가용 수송 (1979년)
- 기아 타이탄 2.5톤 카고트럭  도시 화물 도시 자가용 수송 (1980년)
- 기아 타이탄 분뇨차 기아산업 (1980년)
- 기아 타이탄 진개덤프 기아산업 (1980년)
- 기아 타이탄 청소차 기아산업 (1980년)
- 기아 타이탄 1.4톤 고상 카고 트럭 기아산업  도시 화물 도시 자가용 수송 (1980년)
- 기아 타이탄 1.4톤 저상 저상식 카고 트럭 기아산업  도시 화물 도시 자가용 수송 (1980년)
- 1980년 12월 기아 타이탄 모델 생산 된 모델이다.
- 기아 타이탄 덤프 트럭 (1980년)
- 기아 타이탄 믹서 트럭 (1980년)
- 기아 타이탄 2.5톤 고상 카고트럭  도시 화물 도시 자가용 수송 (1980년)
- 기아 타이탄 2.5톤 고상 더블켑 카고트럭 (1980년)
- 기아 타이탄 2톤 저상 카고트럭 (1980년)
- 기아 타이탄 분뇨차 기아산업 (1980년)
- 기아 타이탄 진개덤프 기아산업 (1980년)
- 기아 타이탄 청소차 기아산업 (1980년)
- 기아 타이탄 1.4톤 고상 카고 트럭 기아산업 도시 화물 도시 자가용 수송 (1980년)
- 기아 타이탄 1.4톤 고상 더블켑 카고 트럭 기아산업 (1980년)
- 기아 타이탄 1.4톤 저상 카고 트럭 기아산업 도시 화물 도시 자가용 수송 (1980년)
- 기아 타이탄 덤프 트럭 (1981년)
- 기아 타이탄 믹서 트럭 (1981년)
- 기아 타이탄 2.5톤 고상 카고트럭 도시 화물 도시 자가용 수송 (1981년)
- 기아 타이탄 2.5톤 고상 더블켑 카고트럭 (1981년)
- 기아 타이탄 2톤 저상 카고트럭 (1981년)
- 기아 타이탄 분뇨차 기아산업 (1981년)
- 기아 타이탄 진개덤프 기아산업 (1981년)
- 기아 타이탄 청소차 기아산업 (1981년)
- 기아 타이탄 1.4톤 고상 카고 트럭 기아산업 도시 화물 도시 자가용 수송 (1981년)
- 기아 타이탄 1.4톤 고상 더블켑 카고 트럭 기아산업 (1981년)
- 기아 타이탄 1.4톤 저상 카고 트럭 기아산업 도시 화물 도시 자가용 수송 (1981년)
- 1981년 1월 27일 기아 타이탄 슈퍼 타이탄 모델 생산 된 모델이다.
- 기아 슈퍼 타이탄 덤프 트럭 (1981년)
- 기아 슈퍼 타이탄 믹서 트럭 (1981년)
- 기아 슈퍼 타이탄 2.5톤 고상 더블켑 카고트럭 (1981년)
- 기아 슈퍼 타이탄 2.5톤 고상 카고트럭 도시 화물 도시 자가용 수송 (1981년)
- 기아 슈퍼 타이탄 2톤 저상 카고트럭 (1981년)
- 기아 슈퍼 타이탄 분뇨차 기아산업 (1981년)
- 기아 슈퍼 타이탄 진개덤프 기아산업 (1981년)
- 기아 슈퍼 타이탄 청소차 기아산업 (1981년)
- 기아 슈퍼 타이탄 1.4톤 고상 카고 트럭 기아산업 도시 화물 도시 자가용 수송 (1981년)
- 기아 슈퍼 타이탄 1.4톤 고상 더블켑 카고 트럭 기아산업 (1981년)
- 기아 슈퍼 타이탄 1.4톤 저상 카고 트럭 도시 화물 도시 자가용 수송 (1981년)
- 기아 슈퍼 타이탄 덤프 트럭 (1982년)
- 기아 슈퍼 타이탄 믹서 트럭 (1982년)
- 기아 슈퍼 타이탄 2.5톤 고상 더블켑 카고트럭 (1982년)
- 기아 슈퍼 타이탄 2.5톤 고상 카고트럭 도시 화물 도시 자가용 수송 (1982년)
- 기아 슈퍼 타이탄 2톤 저상 카고트럭 (1982년)
- 기아 슈퍼 타이탄 분뇨차 기아산업 (1982년)
- 기아 슈퍼 타이탄 진개덤프 기아산업 (1982년)
- 기아 슈퍼 타이탄 청소차 기아산업 (1982년)
- 기아 슈퍼 타이탄 1.4톤 고상 카고 트럭 기아산업 도시 화물 도시 자가용 수송 (1982년)
- 기아 슈퍼 타이탄 1.4톤 고상 더블켑 카고 트럭 기아산업 (1982년)
- 기아 슈퍼 타이탄 1.4톤 저상 카고 트럭 도시 화물 도시 자가용 수송 (1982년)
- 기아 슈퍼 타이탄 덤프 트럭 (1982년)
- 기아 슈퍼 타이탄 믹서 트럭 (1982년)
- 기아 슈퍼 타이탄 2.5톤 고상 카고트럭 도시 화물 도시 자가용 수송 (1982년)
- 기아 슈퍼 타이탄 2.5톤 고상 더블켑 카고트럭 (1982년)
- 기아 슈퍼 타이탄 2톤 저상 카고트럭 (1982년)
- 기아 슈퍼 타이탄 분뇨차 기아산업 (1982년)
- 기아 슈퍼 타이탄 진개덤프 기아산업 (1982년)
- 기아 슈퍼 타이탄 청소차 기아산업 (1982년)
- 기아 슈퍼 타이탄 1.4톤 고상 카고 트럭 기아산업 도시 화물 도시 자가용 수송 (1982년)
- 기아 슈퍼 타이탄 1.4톤 고상 더블켑 카고 트럭 기아산업 (1982년)
- 기아 슈퍼 타이탄 1.4톤 저상 카고 트럭 기아산업 도시 화물 도시 자가용 수송 (1982년)
- 기아 점보 타이탄 덤프 트럭 (1986년)
- 기아 점보 타이탄 믹서 트럭 (1986년)
- 기아 점보 타이탄 2.5톤 고상 카고트럭 도시 화물 도시 자가용 수송 (1986년)
- 기아 점보 타이탄 2.5톤 고상 더블켑 카고트럭 (1986년)
- 기아 점보 타이탄 2톤 저상 카고트럭 (1986년)
- 기아 점보 타이탄 분뇨차 기아산업 (1986년)
- 기아 점보 타이탄 진개덤프 기아산업 (1986년)
- 기아 점보 타이탄 청소차 기아산업 (1986년)
- 기아 점보 타이탄 1.4톤 고상 카고 트럭 기아산업 도시 화물 도시 자가용 수송 (1986년)
- 기아 점보 타이탄 1.4톤 고상 더블켑 카고 트럭 기아산업 (1986년)
- 기아 점보 타이탄 1.4톤 저상 카고 트럭 기아산업 도시 화물 도시 자가용 수송 (1986년)
- 기아 점보 타이탄 1.25톤 저상 카고 트럭 기아산업 도시 화물 도시 자가용 수송 (1986년)
- 기아 점보 타이탄 1.4톤 저상 카고 트럭 기아산업 도시 화물 도시 자가용 수송 (1986년)
- 기아 점보 타이탄 1.25톤 저상 카고 트럭 기아산업 도시 화물 도시 자가용 수송 (1986년)

## 미디어 속의 타이탄
- tvN의 드라마인 응답하라 1988에서는 2화와 9화에서 과거 회상 때 택이네 이삿짐차로 잠시 등장했다. 그리고 5화에서는 연탄차, 최종화에서는 쌍문동을 떠나 다른 곳으로 이사를 가는 정환이네 이삿짐차로 등장하곤 했다.